# 斎藤チヤ子
斎藤 チヤ子（さいとう チヤこ、1942年2月27日 - ）は、日本の元女優、歌手。本名および旧芸名は斎藤 千弥子。旧芸名は斉藤 チヤ子。新東宝、東芝レコードに所属していた。
東京市麹町区（現・東京都千代田区）出身。立華女学院高等部卒業。

## 来歴・人物
高校在学中に新東宝にスカウトされ、本名の斎藤 千弥子名義で数本の映画に出演。
1959年、東京ヴィデオ・ホール主催のウエスタンカーニバルで入賞したのを機に新東宝を退社。
1961年、斎藤 チヤ子名義で東芝レコードより『なみだのラブレター』でデビューするが、テレビドラマの出演が多くなったため、女優業がメインとなる。
1969年の映画『花ひらく娘たち』『恋のつむじ風』を最後に芸能界を引退した。
1970年代に入ってイギリス人と結婚し、渡英。
現在も英国在住。

## 出演作品

### 映画
- 女の防波堤（1958年1月4日）
- 童貞社員とよろめき夫人（1958年1月18日、新東宝。斎藤千弥子） - 三田夏子
- 絶海の裸女（1958年6月8日、新東宝。斎藤千弥子） - 井上秋子
- 人喰海女（1958年7月27日、新東宝。斎藤千弥子） - ユキ
- 憲兵と幽霊（1958年8月10日、新東宝。斎藤千弥子） - 女事務員
- すてきな16才（1962年7月8日、大映） - 品子
- 紀州の暴れん坊（1962年9月1日、東映） - お美津
- さすらいのトランペット（1963年2月3日、日活） - 斎藤チヤ子（本人役）
- 夜のバラを消せ（1966年7月9日、日活） - 梨花
- パンチ野郎（1966年9月10日、東宝） - 信子
- 陽のあたる坂道（1967年3月25日、日活） - 川上ゆり子
- 燃える雲（1967年5月3日、日活） - 江美京子
- 君が青春のとき（1967年6月3日、日活） - 北川冴子
- 花の恋人たち（1968年1月3日、日活） - ホウ・エイ・ラヤ
- 小さなスナック（1968年9月15日、松竹） - 倉田由美
- 花ひらく娘たち（1969年1月11日、日活） - 早苗
- 恋のつむじ風（1969年3月12日、日活） - 山川まゆみ

### テレビドラマ
- おかあさん 第2シリーズ
- 男ありて
- 風　第25話「江戸惜春譜」（1968年）
- 怪奇大作戦 第25話「京都買います」（1969年） - 須藤美弥子
- 君の名は
- 月曜日の男
- このデッカイ夢
- ザ・ガードマン　第70話 「大空の死闘」（1966年）
- ザ・レーサー
- 三匹の侍
  - 三匹の侍 第1シリーズ
  - 三匹の侍 第3シリーズ
- 七人の刑事 第2シーズン
- 第7の男
- ちょっと待ってよパパ
- 鉄道公安36号
- 土曜日の虎
- トリオ
- 七つの顔の男
- 波の塔
- 花影の人
- 馬肉と綿菓子
- 判決
- PR野郎（牧よし子）
- 夫婦百景
- プレイガール
- プロファイター
- ホラ、しあわせが
- マイティジャック 第2話「K52を奪回せよ」（1968年） - 伊集院幸子
- キイハンター　第19話「死者からの電話」（1968年）

## ディスコグラフィ

### シングル
- なみだのラヴレター／ひとりぼっちのワルツ (1961.05。東芝音楽工業 JP-5066。バックはモダーン・トーンズ、北村英治クインテット)
- 小さい悪魔 (1961.09。東芝音楽工業 JP-5073。バックはフォア・メッセンジャース、東芝レコーディング・オーケストラ。B面は富永ユキ「ママとパパと彼」)
- 愛のバルコニー／失恋の海 (1962.05。東芝音楽工業 JP-5118。バックは、A面が宮間利之とニューハード・オーケストラ、B面がダイヤモンド・シスターズ)
- ア・リトル・キス・イズ・ア・キス・イズ・ア・キス／ジョニー・ウィル (1963.02。東芝音楽工業 JP-5181)
- チャオ／ストップ・ザ・ミュージック (1963.07。東芝音楽工業 JP-5225)

### LP
- V.A. / 若さで行こう (1962.06。東芝音楽工業 JPO-1195。「淋しいボンチェロ」「愛のバルコニー」収録。弘田三枝子、スリー・ファンキーズ、克美しげる)
- サン・アントニオ・ローズ: ウェスターン・ヒット (1962.08。東芝音楽工業 JPO-1201)
- V.A. / 若さでクリスマス (1962.11。東芝音楽工業 JPO-1229。「ママがサンタにキッスした」収録。スリー・ファンキーズ、森山加代子、ベニ・シスターズ、松永清彦、弘田三枝子、克美しげる、梅木マリ)

### CD
- 斎藤チヤ子、富永ユキ / 斎藤チヤ子 meets 富永ユキ (1997年7月25日。P-VINE PCD-1547) *東芝音楽工業時代の全録音を収録